# Govern de les Illes Balears 1999-2003
El Govern de les Illes Balears de la cinquena legislatura (1999-2003) fou un govern resultant del Pacte de Progrés, un acord postelectoral entre el PSIB-PSOE, Unió Mallorquina, el Partit Socialista de Mallorca, Esquerra Unida, Els Verds i la Coordinadora d'Organitzacions Progressistes de Formentera tot aprofitant la pèrdua de la majoria absoluta a les eleccions al Parlament de les Illes Balears de 2003. Estigué en funcions des del juliol de 1999 fins a l'1 de juliol de 2003.
En un principi, i condicionat per una disposició legal, el president Antich només va poder nomenar 10 consellers amb cartera —6 del PSOE, 2 del PSM, 1 d'EU i 1 d'Els Verds—, a banda d'un vicepresident, Pere Sampol, i dos consellers sense cartera —1 del PSOE i 1 d'EU.
Dia 16 de març de 2000, i després d'aprovar-se una llei que permetia el president de decidir lliurement el nombre de conselleries que formarien el gabinet autonòmic. Llavors, l'executiu balear va quedar format per 7 consellers del PSOE, 3 del PSM, 2 d'EU i 1 d'Els Verds.

## Composició
| President: Francesc Antich Oliver (PSIB-PSOE) |

| 28 de juliol de 1999                    | 17 de març de 2000                     | 1 de juny de 2000                             | 17 de febrer de 2001                          | 28 de setembre de 2001                 | 23 d'octubre de 2002                  |                                       |                                       |                                       |                                       |                                       |
| Vicepresidència                         | Pere Sampol Mas (PSM-EN)               | Pere Sampol Mas (PSM-EN)                      | Pere Sampol Mas (PSM-EN)                      | Pere Sampol Mas (PSM-EN)               | Pere Sampol Mas (PSM-EN)              | Pere Sampol Mas (PSM-EN)              |                                       |                                       |                                       |                                       |
| Economia,Comerç i Indústria             | Joan Mayol Serra (PSM-EN)              | Pere Sampol Mas (PSM-EN)                      | Pere Sampol Mas (PSM-EN)                      | Pere Sampol Mas (PSM-EN)               | Pere Sampol Mas (PSM-EN)              | Pere Sampol Mas (PSM-EN)              | Pere Sampol Mas (PSM-EN)              |                                       |                                       |                                       |
| Agricultura i Pesca                     | Joan Mayol Serra (PSM-EN)              | Joan Mayol Serra (PSM-EN)                     | Mateu Morro Marcé (PSM-EN)                    | Mateu Morro Marcé (PSM-EN)             | Mateu Morro Marcé (PSM-EN)            | Mateu Morro Marcé (PSM-EN)            | Mateu Morro Marcé (PSM-EN)            | Mateu Morro Marcé (PSM-EN)            |                                       |                                       |
| Presidència                             | Antoni Garcias Coll (PSIB-PSOE)        | Antoni Garcias Coll (PSIB-PSOE)               | Antoni Garcias Coll (PSIB-PSOE)               | Antoni Garcias Coll (PSIB-PSOE)        | Antoni Garcias Coll (PSIB-PSOE)       | Antoni Garcias Coll (PSIB-PSOE)       |                                       |                                       |                                       |                                       |
| Hisenda i Pressuposts                   | Joan Mesquida Ferrando (PSIB-PSOE)     | Joan Mesquida Ferrando (PSIB-PSOE)            | Joan Mesquida Ferrando (PSIB-PSOE)            | Joan Mesquida Ferrando (PSIB-PSOE)     | Joan Mesquida Ferrando (PSIB-PSOE)    | Joan Mesquida Ferrando (PSIB-PSOE)    | Joan Mesquida Ferrando (PSIB-PSOE)    |                                       |                                       |                                       |
| Innovació i Energia                     | Joan Mesquida Ferrando (PSIB-PSOE)     | Maria Misericòrdia Ramon Juanpere (PSIB-PSOE) | Maria Misericòrdia Ramon Juanpere (PSIB-PSOE) | Príam Villalonga Cerdà (PSIB-PSOE)     | Príam Villalonga Cerdà (PSIB-PSOE)    | Príam Villalonga Cerdà (PSIB-PSOE)    | Príam Villalonga Cerdà (PSIB-PSOE)    | Príam Villalonga Cerdà (PSIB-PSOE)    | Príam Villalonga Cerdà (PSIB-PSOE)    |                                       |
| Treball i Formació                      | Eberhard Grosske Fiol (EU)             | Eberhard Grosske Fiol (EU)                    | Eberhard Grosske Fiol (EU)                    | Eberhard Grosske Fiol (EU)             | Eberhard Grosske Fiol (EU)            | Miquel Rosselló del Rosal (EU)        |                                       |                                       |                                       |                                       |
| Benestar Social                         | Eberhard Grosske Fiol (EU)             | Fernanda Caro Blanco (EU)                     | Fernanda Caro Blanco (EU)                     | Fernanda Caro Blanco (EU)              | Fernanda Caro Blanco (EU)             | Fernanda Caro Blanco (EU)             | Fernanda Caro Blanco (EU)             |                                       |                                       |                                       |
| Obres Públiques, Habitatge i Transports | Josep Antoni Ferrer Orfila (PSIB-PSOE) | Josep Antoni Ferrer Orfila (PSIB-PSOE)        | Josep Antoni Ferrer Orfila (PSIB-PSOE)        | Josep Antoni Ferrer Orfila (PSIB-PSOE) | Francesc Quetglas Rosanes (PSIB-PSOE) | Francesc Quetglas Rosanes (PSIB-PSOE) | Francesc Quetglas Rosanes (PSIB-PSOE) | Francesc Quetglas Rosanes (PSIB-PSOE) | Francesc Quetglas Rosanes (PSIB-PSOE) | Francesc Quetglas Rosanes (PSIB-PSOE) |
| Turisme                                 | Celestí Alomar Mateu (PSIB-PSOE)       | Celestí Alomar Mateu (PSIB-PSOE)              | Celestí Alomar Mateu (PSIB-PSOE)              | Celestí Alomar Mateu (PSIB-PSOE)       | Celestí Alomar Mateu (PSIB-PSOE)      | Celestí Alomar Mateu (PSIB-PSOE)      |                                       |                                       |                                       |                                       |
| Educació i Cultura                      | Damià Pons i Pons (PSM-EN)             | Damià Pons i Pons (PSM-EN)                    | Damià Pons i Pons (PSM-EN)                    | Damià Pons i Pons (PSM-EN)             | Damià Pons i Pons (PSM-EN)            | Damià Pons i Pons (PSM-EN)            |                                       |                                       |                                       |                                       |
| Salut i Consum                          | Aina Salom Soler (PSIB-PSOE)           | Aina Salom Soler (PSIB-PSOE)                  | Aina Salom Soler (PSIB-PSOE)                  | Aina Salom Soler (PSIB-PSOE)           | Aina Salom Soler (PSIB-PSOE)          | Aina Salom Soler (PSIB-PSOE)          |                                       |                                       |                                       |                                       |
| Medi Ambient                            | Margalida Rosselló Pons (ELS VERDS)    | Margalida Rosselló Pons (ELS VERDS)           | Margalida Rosselló Pons (ELS VERDS)           | Margalida Rosselló Pons (ELS VERDS)    | Margalida Rosselló Pons (ELS VERDS)   | Margalida Rosselló Pons (ELS VERDS)   |                                       |                                       |                                       |                                       |
| Interior                                | Josep Maria Costa Serra (PSIB-PSOE)    | Josep Maria Costa Serra (PSIB-PSOE)           | Josep Maria Costa Serra (PSIB-PSOE)           | Josep Maria Costa Serra (PSIB-PSOE)    | Josep Maria Costa Serra (PSIB-PSOE)   | Josep Maria Costa Serra (PSIB-PSOE)   |                                       |                                       |                                       |                                       |

## Estructura

### A l'inici de legislatura
Al BOIB 520 de 28 de juliol de 1999 se va definir les estructures de cada conselleria a través de diferents decrets. Pel que fa a nomenaments és produí a través de diversos butlletins oficials de diferents dates: 521, 522, 523, 101, 105, 524, 131. 10.
Conselleria de Presidència
- Secretaria General Tècnica: Fernando Pozuelo Mayordomo
- Direcció General de Presidència: Damià Jaume Cánoves Rotger / Pere Fullana Puigserver (des de desembre de 2000)
- Direcció General de Relacions Institucionals: Pere Fullana Puigserver / Antoni Reinés Pons (des de desembre de 2000)
- Direcció General de Relacions amb el Parlament i de Coordinació Normativa: Valentí Valenciano López
- Direcció General de Patrimoni i Entitats Jurídiques: Antoni Garcías Simó
- Direcció General de Comunicació: Jordi Bayona Llopis
- Gabinet Tècnic del President: María Rosselló Martorell
- Director de l'Institut de Relacions Europees: Damià Pons i Pons (fins a febrer de 2000)[13]
- Direcció general de Relacions Europees i per a la Mediterrània: Juan Manuel López Nadal
  - Delegació del Govern de les Illes Balears a Brussel·les: Antoni Costa Costa

Conselleria d’Hisenda, Pressuposts, Energia i Innovació Tecnològica
- Secretaria General Tècnica: Pablo Rivero Corte
- Intervenció General: Vicente Ligüerre Gil
- Tresoreria General: José Luís Gil Martín
- Direcció General de Pressuposts: Cristòfol Milán Mateu
- Direcció General d’Hisenda.
- Direcció General de Programació i Ordenació Econòmica: Tomás Méndez Reyes
- Direcció General de Tecnologia i Comunicacions: Carles Bona García
- Direcció General d’Energia: Juan Perchés Escandell
- Direcció General de Recaptació i de Coordinació amb les Hisendes Territorials: Joaquín Tomás Estrada

Conselleria de Treball i Benestar Social
- Secretaria General Tècnica: Agustín Aguirrebengoa Esnaola
- Direcció General de Treball: Fernando Galán Guerrero
- Direcció General de Formació: Francesc Obrador Moratinos
- Direcció General de Salut Laboral: Aina Vicens Llodrà
- Direcció General de Joventut: Joan Caules Ameller
- Direcció General d’Esports: Joana Maria Petrus Bey
- Direcció General de Cooperació: Assumpta Gorrías Pons
- Direcció General de Serveis Socials: Antoni Sancho Cervantes
- Direcció General de Menors: Aina Rado i Ferrando
- Directora gerent de l'Institut Balear d’Afers Socials (IBAS): Josefina Santiago Rodríguez
- Director de l'Oficina de Defensa dels Drets del Menor: Javier Bares Marticorena

Conselleria d’Obres Públiques, Habitatge i Transports
- Secretaria General Tècnica: Joan Josep Manila Pou
- Direcció General d’Obres Públiques i Transports: Joaquín Rodríguez Rodríguez
- Direcció General d'Arquitectura i Habitatge: Jaume Carbonero Malbertí
- Direcció General d'Ordenació del Territori: Manuel Cabellos Barreiro

Conselleria de Turisme
- Secretaria General Tècnica: Isabel Oliver Sagreras
- Direcció General de Coordinació Turística: José Antonio Pérez de Mendiola Roig / Jaume Garau Salas (des de setembre de 2001)
- Direcció General d’Ordenació del Turisme: Josefina Casals Senent

Conselleria d’Educació i Cultura
- Secretaria General Tècnica: Jaume Pons Pons
- Direcció General d’Administració Educativa: Jaume Morey Sureda
- Direcció General de Planificació i Centres: Jaume Gual Mora
- Direcció General d’Ordenació i Innovació: Catalina Bover Nicolau
- Direcció General d’Universitat: Martí Xavier March i Cerdà
- Direcció General de Personal Docent: Arnau Amer Sastre
- Direcció General de Formació Professional i d’Inspecció Educativa: Bartomeu Llinás Ferrà
- Direcció General de Cultura: Pere Muñoz Perugorría
- Direcció General de Política Lingüística: Joan Melià Garí
- Secretaria General del Pla Balear de Recerca i Desenvolupament Tecnològic: Enrique Tortosa Martorell
  - Al març 2000 passa a ser Direcció general de Recerca, Desenvolupament Tecnològic i Innovació: Enrique Tortosa Martorell
- Delegat territorial d'Educació a Menorca: Eduard Riudavets Florit
- Delegat territorial d'Educació a Eivissa i Formentera: Antoni Marí Marí

Conselleria de Sanitat i Consum
- Secretaria General Tècnica: Gabriel Payeras Muntaner
- Direcció General de Sanitat: Josep Manuel Pomar Reynes
- Direcció General de Consum: Miguel Ángel Cabeza Rodríguez
- Director gerent del Servei Balear de la Salut: Adolfo Marques Bravo / Joan Domènech Ticó (des de 14 d'abril de 2000) / Julio Fuster Culebras (des de 8 de juny de 2001)

Conselleria de Medi Ambient
- Secretaria General Tècnica: Joana Coloma Busquets Huguet / Joana Aina Campomar Orell (des de 1 de febrer de 2001)
- Direcció General de Biodiversitat: Pere Tomas Vives / José Manuel Gómez González (des de 1 de març de 2000)[14]
- Direcció General de Residus i Energies Renovables: Nicolau Jaume Barceló Montserrat
- Direcció General de Recursos Hídrics: Antonio Rodríguez Perea
- Direcció General de Litoral i Territori: Onofre Rullán Salamanca
- Direcció General de Mobilitat i Educació Ambiental: Salvador Miralles Valero

Conselleria d’Economia, Agricultura, Comerç i Indústria
- Secretaria General Tècnica: Sebastià Rechach Genovard
- Direcció General d’Economia: Antoni Monserrat Moll
- Direcció General d’Agricultura: Margalida Estelrich Font
- Direcció General d’Infraestructures Agràries: Mateu Ginard Sampol
- Direcció General de Pesca: Enric Massutí Sureda
- Direcció General de Comerç: Antònia Allés Pons
- Direcció General d’Indústria: Francesca Vives Amer
- Direcció General de Promoció Industrial: Bartomeu Oliver Barceló

Conselleria d’Interior
- Secretaria General Tècnica: Manuel Quadreny Cortés / María Begoña Morey Aguirre (des de 1 de febrer de 2001)
- Direcció General d’Interior: Antonio Torres Martorell
- Direcció General de Funció Pública: Jaume Colom Adrover

Membres del Consell Assessor de Radio-Televisió Espanyola a les Illes Balears:
- Anselm Barber i Luz.
- Maria Antònia Carrasco i Martí.
- Antoni Company i Bonet.
- Lourdes Costa i Torres.
- Alejandro Espinós i Bonmatí.
- Maties Garcies i Salva.
- Antoni Lluís Juaneda i Cabrisas.
- Tino Martínez i Cortes.
- José Ramón Orta i Rotger.
- Catalina Palau i Costa.
- Joan Rotger i Seguí.
- José Javier Teixeira i González.
- Joan Vives i Gomis

### Reorganització de govern de març de 2000
Amb l'ampliació de conselleries, hi hagué canvi d'estructura a algunes d'elles segons es detalla a continuació:
Conselleria de Presidència
- Queda igual com estava

Conselleria d’Hisenda i Pressuposts
- Secretaria General Tècnica: Pablo Rivero Corte / Lluís Matias Llinás Álvarez
- Intervenció General
- Direcció General del Tresor i Política Financera
- Direcció General de Pressuposts
- Direcció General de Programació i Ordenació Econòmica
- Direcció General de Recaptació i de Coordinació amb les Hisendes Territorials

Conselleria de Treball i Formació
- Secretaria General Tècnica: Pere Mascaró Pons / Isabel Eugenia Nora del Castillo (des de febrer de 2001)
- Direcció General de Treball
- Direcció General de Formació: Amparo Rocabruna Beltrán (des de juliol de 2001)
- Direcció General de Salut Laboral
  - Direcció General de Treball i Salut Laboral: Fernando Galán Guerrero (des de febrer de 2001)

Conselleria d’Economia, Comerç i Indústria
- Secretaria General Tècnica: Sebastià Reixach Genovard
- Direcció General d’Economia
- Direcció General de Comerç
- Direcció General d’Indústria
- Direcció General de Promoció Industrial

Conselleria d’Obres Públiques, Habitatge i Transports
- Queda igual com estava

Conselleria de Turisme
- Queda igual com estava

Conselleria d’Educació i Cultura
- Queda igual com estava

Conselleria de Sanitat i Consum
- Queda igual com estava

Conselleria de Medi Ambient
- Queda igual com estava

Conselleria d’Agricultura i Pesca
- Secretaria General Tècnica: Joan Serra Mercadal
- Direcció General d’Agricultura
- Direcció General d’Infraestructures Agràries
- Direcció General de Pesca: Sebastià Covas Adrover

Conselleria d’Interior
Conselleria de Benestar Social
- Secretaria General Tècnica: Agustín Aguirrebengoa Esnaola
- Direcció General de Joventut
- Direcció General d’Esports
- Direcció General de Cooperació: Llorenç Pons Llabrés (des de març de 2001)
- Direcció General de Serveis Socials
- Direcció General de Menors
- Directora de l'Institut Balear de la Dona: Francisca Maria Lourdes Mas Busquets

Conselleria d’Innovació i Energia
- Secretaria General Tècnica: Ramón Ignacio Morey Aguirre
- Direcció General de Tecnologia i Comunicacions
- Direcció General d’Energia
- Direcció General de Recerca, Desenvolupament Tecnològic i Innovació

### Reorganització Conselleria de Salut
El traspàs de les funcions i serveis de l’INSALUD a les Illes Balears feren necessària una reorganització de la Conselleria. Per altra banda, es volgué tenir en compte la necessitat de donar una atenció preferent a la prestació farmacèutica. I a més, la Conselleria de Sanitat i Consum passa a denominar-se Conselleria de Salut i Consum, atès que molts organismes supraautonòmics adaptaren la nomenclatura de Salut en lloc de Sanitat.
Conselleria de Salut i Consum
- Secretaria General Tècnica
- Direcció General de Salut Pública i Participació: Margalida Buades Feliu
- Direcció General de Planificació i Finançament: Pablo Rivero Corte
- Direcció General d’Avaluació i Acreditació: Vicenç Thomas Mulet
- Direcció General de Farmàcia: Joan Lluís Serra Devecchi
- Direcció General de Consum